# Jak poślubić milionera
Jak poślubić milionera – amerykański film komediowy z 1953 w reżyserii Jeana Negulesco, na podstawie sztuk Zoe Akins, Dale’a Eunsona i Katherine Albert.

## Intryga
Trzy nowojorskie modelki, Pola, Loco, Schatze wynajmują wspólnie elegancki apartament. Każda chce "złapać" męża milionera. Mają nadzieję, że mieszkając w eleganckim miejscu i obracając się w dobrym towarzystwie znajdą ich łatwiej. Aby opłacić lokal wyprzedają nie swoje meble, rozumiejąc, że po zdobyciu bogatego męża, je odkupią.

## Fabuła
Modelka Schatze przychodzi obejrzeć luksusowe mieszkanie do wynajęcia w Nowym Jorku.  Gdy dowiaduje się, że właściciel przebywa za granicą, od razu wynajmuje je na rok. Dzwoni do koleżanki Poli, która szybko się pojawia. Pola jest krótkowidzem, nie trafia do drzwi, ani nie rozpoznaje znajomych. Dopiero w mieszkaniu zakłada okulary. Dzwoni do Loco i przy okazji prosi ją o kupienie żywności na lunch dla 3 osób. Loco ma jedynie 25 centów. Z początku Schatze jest zaniepokojona, bo Loco uważana jest za mało odpowiedzialną osobę. Jednak szybko zmienia zdanie, bo Loco przychodzi z mnóstwem jedzenia wraz z szampanem. Naciągnęła spotkanego mężczyznę, twierdząc, że zapomniała portmonetki. Mężczyzną jest Tom Brookman, któremu zaraz w oko wpada Schatze. Schatze jednak pozbywa się go, oceniając po niedbałym ubraniu, że nie jest to kandydat o jakim marzy. Przy szampanie Schatze wyjaśnia koleżankom swój plan. Mieszkając w bogatej dzielnicy, dziewczyny mają szansę spotykać bogatych mężczyzn. Pieniądze na wynajem i życie zamierza zdobywać, sprzedając meble z mieszkania. Loco i Pola zgodnie aprobują jej plan. Sama Schatze ma za sobą małżeństwo z przystojnym pracownikiem stacji benzynowej, który okazał się już żonaty i zostawił ją bez grosza. Tom kilkakrotnie dzwoni do Schatze, ale on zbyt się jej kojarzy z byłym mężem.
Po trzech miesiącach w mieszkaniu nie ma już prawie mebli, a żadnego milionera dziewczyny jeszcze nie poznały. Loco znowu przynosi zakupy. Tym razem naciągnęła starszego, eleganckiego wdowca J.D. Hanleya. Ten jest rzeczywiście milionerem. Zaprasza dziewczyny na przyjęcie. Sam jest zainteresowany Schatze. Na przyjęciu Pola poznaje jednookiego, podejrzanie wyglądającego typa, J. Stewart Merrilla. Loco poznaje zaś bogatego Waldo. Ten, co prawda, przyznaje się, że jest żonaty, ale zaprasza dziewczynę do swojego ‘lodge’. Loco przyjmuje zaproszenie, spodziewając się, że pozna tam także wolnych milionerów. Waldo panicznie bojąc się skandalu, każe udawać jej w pociągu, że się nie znają. Na miejscu okazuje się, że ‘lodge’ to nie elitarny klub, ale domek w górach (‘lodge’ ma kilka znaczeń po angielsku). Loco chciałaby szybko wracać, ale choroba Waldo (odra) zmusza ich do dłuższego pobytu. Loco w tym czasie spotyka się z przystojnym Ebenem, który uczy ją jazdy na nartach i pokazuje swoje rozległe tereny w górach. Loco zakochuje się w nim, ale przed wyjazdem dochodzi  do zgrzytu – okazuje się, że Eben jest strażnikiem leśnym, a mówiąc o ‘swoich terenach’ miał na myśli tereny, którymi się opiekuje. Loco z Waldo wracają do Nowego Jorku. Wjeżdżając do miasta, zostają obfotografowani przez reporterów.
W tym czasie Pola spotyka się z jednookim Merrillem. Pojawia się właściciel mieszkania, Freddie Denmark, (ukrywający się przed urzędem podatkowym), przekupuje odźwiernego, aby dostać się do mieszkania. Dziwi się brakowi mebli, ale jego celem jest dostanie się do ukrytego sejfu. Jednak musi uciekać, bo do mieszkania wraca Schatze z Hanleyem. Ten domyśla się stanu finansów dziewcząt i odkupuje sprzedane meble. Hanleyowi podoba się Schatze, ale uważa, że jest pomiędzy nimi za duża różnica wieku na małżeństwo. Przyjście Poli przeszkadza Schatze w przekonaniu Hanleya, który wyjeżdża. Schatze zaczyna się spotykać z Tomem, który ‘stawia’ jej kolacje w barach szybkiej obsługi. Schatze powtarza jemu, że bez forsy nie ma u niej szans, ale powoli ulega jego urokowi.
Merrill zaprasza Polę do Atlantic City, podobno w celu przedstawienia jej swojej matki. W samolocie obok niej zajmuje miejsce Freddie Denmark, który już zdołał wejść do mieszkania i zabrać z sejfu właściwy dokument. Wyjaśnia Poli, że jest to dowód, na winę nieuczciwego doradcy podatkowego, który nie przekazał otrzymanych pieniędzy do urzędu podatkowego. Teraz leci do Kansas City, aby go spotkać i odzyskać pieniądze. Okazuje się, że Pola weszła, przez niechęć do noszenia okularów, do złego samolotu. Freddie też jest krótkowidzem i szybko przekonuje Polę do noszenia okularów i do siebie.
Tymczasem do Schatze wraca Hanley, już przekonany do małżeństwa. W dzień ślubu wracają jej koleżanki. Obie wyszły za mąż: Pola za przystojnego Ebena, a Pola za Freddiego. Temu ostatniemu spotkanie z nieuczciwym doradcą nie wyszło na zdrowie. 
Podczas ceremonii ślubnej, Schatze ma wątpliwości i chce jeszcze porozmawiać z Hanleyem. Przyznaje się jemu, że kocha Toma. On przyjmuje to ze zrozumieniem. Okazuje się, że Tom jest na weselu. Tom i Schatze biorą ślub. Weselne ‘przyjęcie’ odbywa się w barze szybkiej obsługi. Podczas żartów z marzeń o mężach milionerach, mąż Loco przyznaje się do posiadania 14 dolarów, mąż Poli jedynie do starań o odzyskanie pieniędzy, zaś mąż Schatze do szeregu firm o wartości 200 milionów. Wszyscy wybuchają śmiechem. Gdy dochodzi do płacenia, Tom wyciąga gruby zwitek banknotów tysiącdolarowych. Płaci jednym i mówi, że reszty nie trzeba. Dziewczyny padają zemdlone z wrażenia, a Tom proponuje zdumionym mężom toast:  „Panowie, zdrowie naszych żon!”.

## Obsada
- Marilyn Monroe – Pola Debevoise (krótkowzroczna blondynka)
- Betty Grable – Loco Dempsey (potrafi robić zakupy na cudzy koszt)
- Lauren Bacall – Schatze Page (pomysłodawczyni projektu)
- David Wayne – Freddie Denmark (właściciel mieszkania ukrywający się przez urzędem podatkowym)
- Rory Calhoun – Eben (przystojniak z lasów i gór)
- Cameron Mitchell – Tom Brookman (niedbale ubierający się wielbiciel Schatze)
- Alex D’Arcy - J. Stewart Merrill (jednooki typ, umawiający się z Polą)
- Fred Clark – Waldo Brewster (żonaty milioner, umawiający się z Loco)
- William Powell – J.D. Hanley (wyrozumiały, 56 letni milioner, wielbiciel Schatze)
- George Dunn – Mike (windziarz)
- Percy Helton – pan Benton